# Porochilus rendahli
Porochilus rendahli är en fiskart som först beskrevs av Gilbert Percy Whitley 1928.  Porochilus rendahli ingår i släktet Porochilus och familjen Plotosidae. Inga underarter finns listade i Catalogue of Life.